# Dove si vola (singolo)
Dove si vola è un singolo del cantautore italiano Marco Mengoni, pubblicato il 9 dicembre 2009 come unico estratto dall'EP omonimo.
Il brano è noto per aver permesso la vittoria di Mengoni alla terza edizione del talent show X Factor.

## La canzone
Dove si vola è stata scritta e arrangiata da Bungaro e Saverio Grandi ed è stata presentata per la prima volta durante la puntata del 27 novembre 2009 della terza edizione di X Factor, nella quale Mengoni partecipava come concorrente in gara. Successivamente, dopo la vittoria nella trasmissione, il brano è stato inserito nell'EP omonimo del cantante, pubblicato il 4 dicembre 2009. Il 14 dicembre il singolo conquista anche la vetta della Top Singoli.
Morgan ha rivelato durante la semifinale di X Factor che il brano era stato inizialmente scritto per un'altra concorrente del talent show, Chiara Ranieri, e che era stato assegnato a Mengoni dopo l'eliminazione di quest'ultima dal programma televisivo.

## Tracce
1. Dove si vola – 3:58

## Formazione
Musicisti
- Marco Mengoni – voce
- Luca Rustici – chitarra, tastiera, programmazione, produzione, arrangiamento, missaggio
- Gaetano Diodato – basso
- Luciano Luisi – pianoforte, tastiera
- Giancarlo Ippolito – batteria

Produzione
- Valerio Gagliano e Roberto Di Falco – assistenza tecnica
- Lorenzo Cazzaniga – mastering

## Classifiche
| Classifica (2009) | Posizione massima |
| ----------------- | ----------------- |
| Italia            | 1                 |